# Sessiluncus femoralis
Sessiluncus femoralis är en spindeldjursart som beskrevs av Asit K.Bhattacharyya 1977. Sessiluncus femoralis ingår i släktet Sessiluncus och familjen Ologamasidae. Inga underarter finns listade i Catalogue of Life.